# Позаочеревинна тампонада таза
Позаочеревинна тампонада таза (передочеревинна, заочеревинна тампонада таза) — хірургічна операція, яка виконується постраждалим з переломом тазових кісток у яких зберігаються ознаки геморагічного шоку. Тампонада таза може бути корисною методикою, особливо якщо пацієнт перебуває у важкому стані, або якщо при супутніх ушкодженнях необхідна лапаротомія. Передочеревинне тампонування таза застосовують як альтернативний метод зупинки тазової кровотечі, коли ангіоемболізація затримується або недоступна.

## Покази
Перелом кісток тазу с формуванням гематоми, може призводити до крововтрати в 3,0-5,0 л крові. Важкі тазові травми пов'язані з підвищеною смертністю через високий ризик знекровлення з трьох джерел кровотечі: артеріальної, венозної та кісткової. Лікування повинно включати реанімацію, стабілізацію кісток тазу і контроль кровотечі за допомогою артеріоемболізації або хірургічного втручання. Враховуючи, що ангіоемболізація рідко доступна за межами закладу охорони здоров'я III рівня, наступним найбільш вигідним прийомом зупинки кровотечі є заочеревинна тампонада через надлобковий розріз.

## Техніка
Тазовий фіксатор (бандаж) видаляється в самий останній момент перед початком операції. Необхідно швидко підготувати весь живіт до операції. Виконується вертикальний надлобковий розріз 6–8 см, включаючи серединну фасцію. Очеревина залишається неушкодженою (ненавмисне її відкриття не є проблемою, але якщо це станеться, хірургі може використовувати це, щоб переконатися у відсутності пов'язаної внутрішньоочеревинної кровотечі). Передочеревинний простір, як правило, уже розсічено гематомою, що полегшує доступ. Сечовий міхур відводиться в одну сторону ретрактором. Гематому евакуюють, навколоміхуровий простір досліджують і розсікають пальцем уздовж увігнутості таза до крижово-клубового зчленування. Потім у розсічений таким чином простір проштовхують черевні серветки або великі тампони, укладаючи їх від глибини до поверхні, щоб тампонувати порожнину таза та зупинити кровотечу. Далі сечовий міхур відводиться в інший бік і виконується той самий маневр. Посередині розрізу розміщують останню компресійну серветку. Необхідна кількість серветок і тампонів залежить від їх розміру. Мета полягає в тому, щоб ввести стільки, скільки необхідно для зупинки кровотечі, не провокуючи ішемії. Через потенційний ризик супутнього пошкодження уретри, якщо не доведено протилежне, трансуретральна катетеризація теоретично протипоказана; катетер Фолея великого калібру вводять через стінку сечового міхура, і виводять назовні через контррозріз. Серединна фасція швидко закривається непреривним швом. Шкіра закривається скобами або швами. Кількість серветок або тампонів, що залишилися всередині, необхідно записати в оперативний протокол і нанести маркування на пов'язку. Загальна тривалість процедури не повинна перевищувати 20 хвилин. Операцію передочеревинного тампонування можна провести разом зі стабілізацією тазової кістки за допомогою С-подібного затискача або традиційного зовнішнього фіксатора для заміни тазового фіксатора або бандажа.
Якщо для контролю внутрішньоочеревинних уражень потрібна лапаротомія, можна комбінувати два хірургічні доступи. Краще розділити два розрізи, щоб зберегти ефект тампонади якомога довше.
Слід опиратися спокусі розтину заочеревинної гематоми таза (спричиненої переломами кісток таза) зсередини черевної порожнини і намагатися робити це лише в крайньому випадку, хоча це може бути необхідним у зв'язку з іншими внутрішньочеревними або тазовими ушкодженнями. Якщо у поранених, незважаючи на вказані заходи, гемодинаміка залишається порушеною, слід розглянути можливість двостороннього перев'язування клубової артерії. Однак ці втручання не мають затримувати необхідне невідкладне хірургічне лікування супутніх геморагічних травм.

## Післяопераційний період
Так само, як і внутрішньоочеревинну тампонаду, тампонаду таза слід видалити через 24-48 годин після реанімації. За відсутності триваючої кровотечі, найпоширенішою повторною операцією може бути остаточне закриття рани з підочеревинним дренажем. Одночасно можна виконати втручання з додатковою фіксацією кістки або урологічне дослідження.